# Sylvan Fox
Sylvan Fox (* 2. Juni 1928 in New York City; † 22. Dezember 2007 ebenda) war ein US-amerikanischer Journalist, Buchautor und Pulitzer-Preisträger.

## Leben
Fox wuchs in Brooklyn auf und studierte vier Jahre klassisches Klavier an der Juilliard School of Music, die er jedoch ohne Abschluss verließ. Er lernte dort die angehende Pianistin Gloria Endleman kennen, die er 1948 heiratete. Später machte er seinen Abschluss in Philosophie am Brooklyn College und erwarb einen Master in Musikwissenschaft an der University of California in Berkeley.
Danach arbeitete er zunächst als Reporter im Bundesstaat New York und wurde dann bei der Zeitung New York World-Telegram angestellt. Diese gab ihm u. a. den Auftrag, zusammen mit einigen Kollegen über einen Flugzeugabsturz in der Jamaica Bay zu berichten, bei dem am 1. März 1962 alle 95 Passagiere ums Leben kamen. Er verarbeitete die Fakten, die von anderen Reportern vor Ort bereitgestellt wurden, und lieferte innerhalb von dreißig Minuten nach dem Unfall schon einen Artikel. Im nächsten Jahr erhielt er dafür mit seinen Kollegen Anthony Shannon und William Longgood den Pulitzer-Preis für lokale Berichterstattung.
1966 veröffentlichte Sylvan Fox eines der ersten Bücher, das den Bericht der Warren-Kommission über das Attentat auf John F. Kennedy kritisierte, in dem er auf zahlreiche Widersprüche und offene Fragen hinwies.
Von 1967 bis 1973 arbeitete er als Reporter und Redakteur bei der New York Times, unter anderem 1973 als Chef des Saigon-Büros. Für die Zeitung verfasste er auch zahlreiche Musikkritiken. Anschließend war er 15 Jahre für Newsday tätig, wo er von 1979 bis 1988 Herausgeber der Redaktionsseite war.
In den Jahren 1967 und 1968 war er Gastprofessor am Brooklyn Campus der Long Island University, wo er Journalismuskurse unterrichtete.
Er starb im Alter von 79 Jahren im Medical Center der New York University an den Folgen einer Lungenentzündung.

## Bücher
Außer zahlreichen Artikeln veröffentlichte Fox auch einige Bücher, darunter
- The Unanswered Questions about President Kennedy’s Assassination, New York: Award Books, 1966; London: Mayflower Books, 1966